# Thamnophis exsul
Thamnophis exsul är en ormart som beskrevs av Rossman 1969. Thamnophis exsul ingår i släktet strumpebandssnokar och familjen snokar. Inga underarter finns listade i Catalogue of Life.
Denna orm förekommer i nordöstra Mexiko i delstaterna Coahuila och Tamaulipas. Arten lever i bergstrakter mellan 2600 och 2900 meter över havet. Individerna vistas i blandskogar, i gräsmarker och på betesmarker. De gömmer sig ofta under föremål som ligger på marken. Äggen kläcks inuti honans kropp så att levande ungar föds.
Beståndet hotas regionalt av landskapsförändringar. Hela populationen anses vara stabil. IUCN kategoriserar arten globalt som livskraftig.